# Antônio Carlos Vendramini
Antônio Carlos Vendramini (Fernandópolis, 17 de agosto de 1950 – Campinas, 31 de julho de 2025) foi um treinador de basquete brasileiro.

## Carreira
Ele levou o Brasil ao título do Campeonato Americano de 1989.